# Robinson Bluff
Il Robinson Bluff è una ripida scogliera rocciosa antartica, che sovrasta il fianco occidentale dell'estremità inferiore del Ghiacciaio Amundsen, poco a nord del Ghiacciaio Whitney, nei Monti della Regina Maud, in Antartide.   
Fu scoperto nel dicembre 1929 dal gruppo geologico guidato da Laurence Gould, che faceva parte della prima spedizione antartica (1928-30) dall'esploratore polare statunitense Byrd.
La denominazione fu assegnata dall'Advisory Committee on Antarctic Names (US-ACAN) in onore di Richard R. Robinson, ingegnere presso la Stazione McMurdo durante la sessione invernale del 1966.